# La Tour-en-Jarez
La Tour-en-Jarez este o comună în departamentul Loire din sud-estul Franței. În 2009 avea o populație de 1.265 de locuitori.

## Evoluția populației
| An        | 1975 | 1982  | 1990  | 1999  | 2006  | 2009  |
| --------- | ---- | ----- | ----- | ----- | ----- | ----- |
| Populație | 883  | 1.042 | 1.123 | 1.163 | 1.233 | 1.265 |